# Isaac Toucey
Isaac Toucey, né le 15 novembre 1796 et mort le 30 juillet 1869, est un juriste américain et homme politique démocrate ayant été gouverneur du Connecticut de 1846 à 1847 avant de devenir procureur général des États-Unis de 1848 à 1849 dans l'administration Polk. Toucey a également occupé le poste de sénateur du Connecticut entre 1852 à 1857, année où il est devenu secrétaire à la Marine des États-Unis dans l'administration Buchanan.

## Biographie
Isaac Toucey est né le 15 novembre 1796 à Newtown dans le Connecticut. Il poursuit des études de lettres classiques puis de droit et est admis au barreau en 1818. Toucey commence à exercer à Hartford avant de devenir, entre 1822 et 1835, le procureur (en) du comté.
Il entre en politique en étant élu le 4 mars 1835, sous l'étiquette du parti démocrate, à la Chambre des représentants des États-Unis. Toucey n'est pas arrivé à assurer sa réélection et doit quitter le Congrès le 3 mars 1839, il redevient donc de 1842 à 1844 procureur du comté de Hartford. En 1845, il tente sans succès de devenir gouverneur du Connecticut, pour finalement être élu à ce poste par la législature d'État en 1846. Toucey ne réussit toutefois pas à conserver son poste qu'il doit quitter en 1847. Il devient, entre 1848 et 1849, procureur général des États-Unis dans l’administration Polk.
Toucey retourne se consacrer à la vie politique du Connecticut en devenant en 1850 membre du Sénat de l'État puis membre de la Chambre des représentants du Connecticut en 1852. Par la suite, il est élu sénateur des États-Unis, une fonction qu'il occupe du 12 mai 1852 au 3 mars 1857. Toucey n'a pas tenté d'être réélu et a préféré accepter la nomination par le président James Buchanan au poste de secrétaire à la Marine qu'il gardera durant tout le mandat de Buchanan. Toucey est ensuite redevenu juriste et est mort à Hartford où il est enterré au Cedar Hill Cemetery.
Le USS Toucey (DD-282), un destroyer de classe Clemson, a été nommé en son honneur.